# 김상경
김상경(1972년 6월 1일 ~ )은 대한민국의 배우이다.

## 생애
1997년 영화 《해가 서쪽에서 뜬다면》의 단역을 통해 영화 배우로 데뷔하였으며 이어 같은 해 1997년 MBC 드라마 《애드버킷》으로 텔레비전 드라마에 데뷔하였다. 2006년 10월 치과 의사 김은경과 결혼하였다. 김상경은 광주광역시와는 아무런 연고가 없지만 5.18을 소재로 한 2006년 영화 《화려한 휴가》로 광주광역시와 인연을 맺은 후, 2014년부터 광주광역시 서구 치평동에 있는 명지원 명가 대표로 사업가도 겸하고 있다.
2003년 영화 《살인의 추억》을 시작으로 2013년 영화 《몽타주》, 2015년 영화 《살인의뢰》, 2017년 영화 《사라진 밤》에서 형사 역으로 출연하였다.

## 학력
- 1985년 ~ 1988년 동마중학교
- 1988년 ~ 1991년 성동고등학교
- 1991년 ~ 2010년 중앙대학교 연극과 학사

## 경력
- 2007년 법제처 홍보대사
- 2013년 세계 실종아동의 날 명예대사
- 2013년 광주해바라기아동센터 명예홍보대사
- 2014년 ~ 명지원 명가 대표

## 출연작

### 영화
- 1997년 《해가 서쪽에서 뜬다면》 - 야구 선수 역
- 2002년 《생활의 발견》 - 경수 역
- 2003년 《살인의 추억》 - 서태윤 역
- 2003년 《내 남자의 로맨스》 - 김소훈 역
- 2004년 《극장전》 - 김동수 역
- 2006년 《조용한 세상》 - 류정호 역
- 2007년 《화려한 휴가》 - 강민우 역
- 2008년 《하하하》 - 영화 감독, 조문경 역
- 2009년 《카페 느와르》 - 선화가 기다리는 남자 역
- 2011년 《타워》 - 이대호 역
- 2013년 《몽타주》 - 오청호 역
- 2013년 《아빠를 빌려드립니다》 - 채태만 역
- 2014년 《살인의뢰》 - 민태수 역
- 2017년 《1급기밀》 - 박대익 중령 역
- 2017년 《궁합》 - 왕 역
- 2017년 《사라진 밤》 - 우중식 역
- 2018년 《열두 번째 용의자》 - 김기채 역
- 2022년 《공기살인》 - 정태훈 역
- 2022년 《해적: 도깨비 깃발》 (특별출연)

### 드라마
- 1995년 MBC 《숙희》 - 이강호 역
- 1996년 MBC 《동기간》
- 1997년 MBC 《남자 셋 여자 셋》 - 북주국 사신(성우 배역) 역
- 1997년 MBC 《애드버킷》 - 서울지검 특수부 한철호 검사 역
- 1999년 MBC 《왕초》 - 이한영 중령 (김빠) 역
- 1999년 MBC 《마지막 전쟁》 - 정윤석 역
- 1999년 KBS 2TV 《초대》 - 황승진 역
- 1999년 MBC 《날마다 행복해》 - 홍준제 역
- 2000년 SBS 《경찰특공대》 - 테러리스트 김환 역
- 2000년 SBS 《메디컬 센터》 - 흉부외과 전문의 박현일 역
- 2000년 KBS 2TV 《눈꽃》 - 김태빈 역
- 2001년 MBC 《홍국영》 - 홍국영 역
- 2004년 SBS 《2004 인간시장》 - 장총찬 역
- 2005년 MBC 《변호사들》 - 서정호 역
- 2008년 KBS 2TV 《대왕 세종》 - 조선 세종(이도) 역
- 2010년 KBS 2TV 《국가가 부른다》 - 고진혁 역
- 2011년 KBS 2TV 《KBS 드라마 스페셜 연작 시리즈 - 화이트 크리스마스》 - 김요한 역
- 2014년 KBS 2TV 《가족끼리 왜 이래》 - 문태주 역
- 2016년 KBS 1TV 《장영실》 - 조선 세종(이도) 역
- 2019년 TvN 《왕이 된 남자》 - 이규 역
- 2019년 TvN 《청일전자 미쓰리》 - 유진욱 역
- 2021년 SBS 《라켓소년단》 - 윤현종 역
- 2022년 TvN 《조선 정신과 의사 유세풍》 - 계지한 역
- 2023년 TvN 《조선정신과의사유세풍2》 - 계지한 역

### 방송
- 2008년 MBC 《MBC 스페셜》 - 아무도 묻지 않은 죽음 - 내레이션
- 2012년 SBS 《일요일이 좋다 - 런닝맨》 - 배신자를 잡아라
- 2013년 KBS 2TV 《공소시효》 - 스토리텔러
- 2014년 TvN 《촉촉한 오빠들》
- 2022년 SBS 《미운 우리 새끼》- 게스트

### 연극
- 2008년 《엄마 여행 갈래요?》 - 이현수 역

### 뮤직비디오
- 2003년 이수영 - 〈휠릴리/안단테〉

이수영 6집 활동곡을 배경으로 연작되는 형식이다. 당시 이수영과 같은 팬텀 엔터테인먼트 소속이었다.

## 광고
- 1999년 농심 생생우동 - 배우 김현주와 동반출연
- 2003년 KTF - 무제한 정액요금 편
- 2003년 국순당 백세주 - 해피엔딩 편
- 2004년 CJ제일제당 햇반 - 남편이 먼저 찾는다 편
- 2004년 CJ제일제당 해찬들 태양초고추장 - 고추장 필요하시죠 김상경 편
- 2004년 남양유업 불가리스
- 2005년 네슬레 테이스터스 초이스
- 2006년 금강제화 상품권
- 2007년 한우자조금 한우캠페인 - 한우암행어사편

## 수상 및 후보
| 연도 | 시상식                     | 부문                                         | 작품             | 결과 |
| ---- | -------------------------- | -------------------------------------------- | ---------------- | ---- |
| 1999 | MBC 연기대상               | 남자 신인연기상                              | 마지막 전쟁      | 수상 |
| 1999 | KBS 연기대상               | 남자 우수연기상                              | 초대             | 후보 |
| 2000 | 제36회 백상예술대상        | TV부문 남자 신인연기상                       | 초대             | 후보 |
| 2000 | KBS 연기대상               | 남자 인기상                                  | 눈꽃             | 수상 |
| 2002 | 제10회 이천춘사대상영화제  | 신인남우상                                   | 생활의 발견      | 수상 |
| 2002 | 제23회 청룡영화상          | 신인남우상                                   | 생활의 발견      | 후보 |
| 2005 | MBC 연기대상               | 남자 우수연기상                              | 변호사들         | 후보 |
| 2007 | 제1회 대한민국영화연기대상 | 최고의 눈물연기상                            | 화려한 휴가      | 수상 |
| 2007 | 제28회 청룡영화상          | 남우주연상                                   | 화려한 휴가      | 후보 |
| 2008 | KBS 바른언어상             | 빈칸                                         | 빈칸             | 수상 |
| 2008 | 제21회 그리메상            | 최우수연기자상                               | 대왕 세종        | 수상 |
| 2008 | KBS 연기대상               | 남자 최우수연기상                            | 대왕 세종        | 후보 |
| 2010 | KBS 연기대상               | 미니시리즈부문 남자 우수연기상               | 국가가 부른다    | 후보 |
| 2014 | 제3회 에이판 스타 어워즈   | 장편드라마부문 남자 우수연기상               | 가족끼리 왜 이래 | 후보 |
| 2014 | KBS 연기대상               | 남자 최우수연기상                            | 가족끼리 왜 이래 | 후보 |
| 2014 | KBS 연기대상               | 장편드라마부문 남자 우수연기상               | 가족끼리 왜 이래 | 후보 |
| 2014 | KBS 연기대상               | 남자 네티즌상                                | 가족끼리 왜 이래 | 후보 |
| 2014 | KBS 연기대상               | 베스트 커플상 (with 김현주)                  | 가족끼리 왜 이래 | 수상 |
| 2017 | 제37회 황금촬영상          | 심사위원 특별상                              | 1급기밀          | 수상 |
| 2019 | 제55회 백상예술대상        | TV부문 남자 조연상                           | 왕이 된 남자     | 후보 |
| 2021 | SBS 연기대상               | 미니시리즈 장르·판타지부문 남자 최우수연기상 | 라켓소년단       | 후보 |